# Ola Selmén
Per Ola Anders Selmén, född 21 oktober 1978 i Helsingborg och uppväxt i Ramlösa, är en svensk programledare och underhållare.
Selmén är programledare för SVT:s underhållningsprogram Upp till bevis 2016 och har tidigare främst arbetat som barnprogramledare i SVT för Bobster, Sommarlovsmorgon, Stressa ner med Ola och Nic och Amigo. Han har även varit programledare för True Talent på TV3. Han har arbetat med radio bland annat på Morgonpasset i P3 och hoppat in extra i Äntligen morgon i Mix Megapol, förutom sportkommentator i olika sammanhang. Han ingår sedan starten 2009 också i underhållningsgruppen Världens snabbaste allsång, som uppträder runt om i Sverige, bland annat på P3 Guld-galan 2011 i Göteborg på SVT i januari 2012 och i samband med Musikhjälpen 2012 och Musikhjälpen 2013.
Selmén var tidigare sambo med Malin Olsson.